# Praticamente no/I scherzi stupidi
Praticamente no/I scherzi stupidi è un singolo di Pippo Franco, pubblicato dalla Cinevox nel 1976.

## Praticamente no/I scherzi stupidi
Praticamente no/I scherzi stupidi è un brano musicale scritto da Pippo Franco, su musica e arrangiamenti di Flavio Bocci.
Il brano riprende nel titolo il tormentone lanciato dall'attore pronunciato dal personaggio del burino, presentato in molte trasmissioni televisive del Bagaglino.
Nel 1978 fu conduttore pressoché unico del programma di cabaret radiofonico Praticamente, no?, che riprese il titolo del brano, il quale insieme al lato b, fu incluso in una raccolta sempre dal titolo Praticamente no pubblicata nel corso della trasmissione radiofonica.

## I scherzi stupidi
I scherzi stupidi è la canzone pubblicata sul lato B del singolo, scritta da Pippo Franco su arrangiamenti di Flavio Bocci, sempre nel solco della vena satirica dell'attore.

## Edizioni
Il singolo fu pubblicato in Italia su 45 giri con numero di catalogo SC 1086 e segnò il debutto dell'attore per l'etichetta Cinevox.
Sulla copertina i titoli dei brani sono invertiti (I scherzi stupidi viene indicato come lato a), mentre sulle label Praticamente no è inserito correttamente sul lato a.